# Dopshari Gewog
Dopshari (Dzongkha: རྡོབ་ཤར་རི་), auch Dobsharri oder Shari, ist einer von zehn Gewogs (Blöcke) des Dzongkhags Paro im Westen Bhutans. 
Dopshari Gewog ist wiederum eingeteilt in fünf Chiwogs (Wahlkreise). Laut der Volkszählung von 2005 leben in diesem Gewog 3180 Menschen auf einer Fläche von 37 km² in 21 Dörfern bzw. Weilern in 396 Haushalten.
Die Wahlkommission berücksichtigt in ihrer Zählung auch Kleinstsiedlungen und kommt so auf 62 Wohnsiedlungen.
An staatlichen Einrichtungen gibt es neben der Gewog-Verwaltung eine medizinische Beratungsstelle (Outreach Clinic) 
sowie ein Büro zur Entwicklung erneuerbarer natürlicher Ressourcen (RNR, Renewable Natural Resource centre). In der Gemarkung des Gewogs gibt es eine weiterführende Schule (Higher Secondary School).
Dopshari Gewog ist landwirtschaftlich geprägt, vorherrschend ist Ackerbau mit intensiver Bewässerung gefolgt von Trockenfeldern, die hauptsächlich als Obstgärten genutzt werden. Die wichtigsten Feldfrüchte sind Reis, Weizen, Gerste und Kartoffeln. Äpfel und Kartoffeln sind die wichtigsten Cash Crops, die nach Indien und Bangladesch exportiert werden. Viehzucht ist ein weiterer, bedeutender Wirtschaftszweig durch den Verkauf von Molkereiprodukten.
Insgesamt gibt es in diesem Gewog elf buddhistische Tempel (Lakhangs), die sich in Gemeinde- oder Privatbesitz befinden.
| Chiwog                              | Dörfer bzw. Weiler |
| ----------------------------------- | ------------------ |
| Duezhi Jipa དུས་                     | Duezhi             |
| Duezhi Jipa དུས་                     | Jipa               |
| Duezhi Jipa དུས་                     | Batsekha           |
| Duezhi Jipa དུས་                     | Dorokha            |
| Duezhi Jipa དུས་                     | Jangonang          |
| Duezhi Jipa དུས་                     | Jangsa Gongm       |
| Duezhi Jipa དུས་                     | Jangsana           |
| Duezhi Jipa དུས་                     | Khamshingwog       |
| Duezhi Jipa དུས་                     | Khimsarp           |
| Duezhi Jipa དུས་                     | Liwog              |
| Kempa Kuduphoog སྐྱེམ་པ་_སྐུ་འདུ་ཕུག་      | Kempa              |
| Kempa Kuduphoog སྐྱེམ་པ་_སྐུ་འདུ་ཕུག་      | Bamizhikha         |
| Kempa Kuduphoog སྐྱེམ་པ་_སྐུ་འདུ་ཕུག་      | Changyoelkha       |
| Kempa Kuduphoog སྐྱེམ་པ་_སྐུ་འདུ་ཕུག་      | Delikha            |
| Kempa Kuduphoog སྐྱེམ་པ་_སྐུ་འདུ་ཕུག་      | Jangsuna           |
| Kempa Kuduphoog སྐྱེམ་པ་_སྐུ་འདུ་ཕུག་      | Jombenang          |
| Kempa Kuduphoog སྐྱེམ་པ་_སྐུ་འདུ་ཕུག་      | Khimsarbu          |
| Kempa Kuduphoog སྐྱེམ་པ་_སྐུ་འདུ་ཕུག་      | Phalom             |
| Kempa Kuduphoog སྐྱེམ་པ་_སྐུ་འདུ་ཕུག་      | Phenshing Zhikha   |
| Kempa Kuduphoog སྐྱེམ་པ་_སྐུ་འདུ་ཕུག་      | Pidekha            |
| Kempa Kuduphoog སྐྱེམ་པ་_སྐུ་འདུ་ཕུག་      | Rimdotshelkha      |
| Kempa Kuduphoog སྐྱེམ་པ་_སྐུ་འདུ་ཕུག་      | Tshozarkha         |
| Kempa Kuduphoog སྐྱེམ་པ་_སྐུ་འདུ་ཕུག་      | Zharikha           |
| Kempa Kuduphoog སྐྱེམ་པ་_སྐུ་འདུ་ཕུག་      | Kuduphoog          |
| Kempa Kuduphoog སྐྱེམ་པ་_སྐུ་འདུ་ཕུག་      | Kuduphoog Kotsha   |
| Kempa Kuduphoog སྐྱེམ་པ་_སྐུ་འདུ་ཕུག་      | Rimdo Kempa        |
| Rinchhending Sharri རིན་ཆེན་ལྡིང་_ཤར་རི་ | Buelchhukha        |
| Rinchhending Sharri རིན་ཆེན་ལྡིང་_ཤར་རི་ | Damzhi             |
| Rinchhending Sharri རིན་ཆེན་ལྡིང་_ཤར་རི་ | Hingzhiwog         |
| Rinchhending Sharri རིན་ཆེན་ལྡིང་_ཤར་རི་ | Jangonang          |
| Rinchhending Sharri རིན་ཆེན་ལྡིང་_ཤར་རི་ | Jangsakha          |
| Rinchhending Sharri རིན་ཆེན་ལྡིང་_ཤར་རི་ | Nazhikha           |
| Rinchhending Sharri རིན་ཆེན་ལྡིང་_ཤར་རི་ | Ramnang            |
| Rinchhending Sharri རིན་ཆེན་ལྡིང་_ཤར་རི་ | Richhukha          |
| Rinchhending Sharri རིན་ཆེན་ལྡིང་_ཤར་རི་ | Rijoog             |
| Rinchhending Sharri རིན་ཆེན་ལྡིང་_ཤར་རི་ | Rijoogkha          |
| Rinchhending Sharri རིན་ཆེན་ལྡིང་_ཤར་རི་ | Rotogang           |
| Rinchhending Sharri རིན་ཆེན་ལྡིང་_ཤར་རི་ | Tadingkha          |
| Rinchhending Sharri རིན་ཆེན་ལྡིང་_ཤར་རི་ | Togtokha           |
| Rinchhending Sharri རིན་ཆེན་ལྡིང་_ཤར་རི་ | Bara               |
| Rinchhending Sharri རིན་ཆེན་ལྡིང་_ཤར་རི་ | Chimakha           |
| Rinchhending Sharri རིན་ཆེན་ལྡིང་_ཤར་རི་ | Rijoog Tsima       |
| Rinchhending Sharri རིན་ཆེན་ལྡིང་_ཤར་རི་ | Rinchhending       |
| Rinchhending Sharri རིན་ཆེན་ལྡིང་_ཤར་རི་ | Samarkha           |
| Rinchhending Sharri རིན་ཆེན་ལྡིང་_ཤར་རི་ | Zhikha             |
| Jangsa Jooka བྱང་ས་_འཇུ་ཀ་            | Jangsa             |
| Jangsa Jooka བྱང་ས་_འཇུ་ཀ་            | Dangribug          |
| Jangsa Jooka བྱང་ས་_འཇུ་ཀ་            | Dragbeylo          |
| Jangsa Jooka བྱང་ས་_འཇུ་ཀ་            | Jagchukha          |
| Jangsa Jooka བྱང་ས་_འཇུ་ཀ་            | Jachutsekha        |
| Jangsa Jooka བྱང་ས་_འཇུ་ཀ་            | Karshitsha         |
| Jangsa Jooka བྱང་ས་_འཇུ་ཀ་            | Nazhikha           |
| Jangsa Jooka བྱང་ས་_འཇུ་ཀ་            | Jugang Thagchukha  |
| Jangsa Jooka བྱང་ས་_འཇུ་ཀ་            | Jooka              |
| Jangsa Jooka བྱང་ས་_འཇུ་ཀ་            | Jooka Gom          |
| Jangsa Jooka བྱང་ས་_འཇུ་ཀ་            | Khimsabu           |
| Jangsa Jooka བྱང་ས་_འཇུ་ཀ་            | Shangzhikha        |
| Jangsa Jooka བྱང་ས་_འཇུ་ཀ་            | Jooka Thangkha     |
| Jangsa Jooka བྱང་ས་_འཇུ་ཀ་            | Thangkana          |
| Jizhigang སྦྱིས་གཞི་སྒང་                 | Damchenang         |
| Jizhigang སྦྱིས་གཞི་སྒང་                 | Jizhigang          |
| Jizhigang སྦྱིས་གཞི་སྒང་                 | Sephu Jizhigang    |